# Trichopteryx costaestrigata
Trichopteryx costaestrigata är en fjärilsart som beskrevs av Adrian Hardy Haworth 1809. Trichopteryx costaestrigata ingår i släktet Trichopteryx och familjen mätare. Inga underarter finns listade i Catalogue of Life.